# Shane (serie televisiva 1966)
Shane è una serie televisiva western statunitense in 17 episodi andati in onda per la prima volta nel corso di una sola stagione nel 1966 sulla rete ABC. Interpretata da David Carradine, la serie è originata dal romanzo Shane, di Jack Schaefer, del 1949, e dal seguente film Il cavaliere della valle solitaria (Shane), del 1953.

## Trama
Il pistolero Shane è alle prese con il proprietario terriero Rufe Ryker in difesa della famiglia Starett. Le angherie di Ryker non sono indirizzate solo alla famiglia Starett ma anche ad altri cittadini inermi; nel primo episodio egli è contro la costruzione di una nuova scuola nei pressi di un vecchio fienile e minaccia la comunità. Nel terzo episodio minaccia ancora la famiglia Starett, i cui maiali sono stati uccisi da un'epidemia, di bruciare il loro raccolto invernale di grano. Nel nono episodio Tom Gary perde alcuni capi di bestiame a causa di una pozza d'acqua andata a male. Egli insiste sul fatto che Ryker è responsabile.

## Personaggi
- Shane (17 episodi, 1966), interpretato da David Carradine.
- Marian Starett (17 episodi, 1966), interpretata da Jill Ireland, vedova, chiede aiuto a Shane per difendere casa e famiglia.
- Tom Starett (17 episodi, 1966), interpretato da Tom Tully, suocero di Marian.
- Joey Starett (17 episodi, 1966), interpretato da Christopher Shea, figlio di Marian.
- Rufe Ryker (16 episodi, 1966), interpretato da Bert Freed, il proprietario terriero nel ruolo del "cattivo".
- Sam Grafton (15 episodi, 1966), interpretato da Sam Gilman, scagnozzo di Rufe Ryker.
- Ben (9 episodi, 1966), interpretato da Owen Bush.
- Harve (6 episodi, 1966), interpretato da Larry D. Mann.
- Chips (6 episodi, 1966), interpretato da Ned Romero.

## Episodi
| Stagione       | Episodi | Prima TV originale |
| -------------- | ------- | ------------------ |
| Prima stagione | 17      | 1966               |